# Mystische Geburt
Mystische Geburt ist ein Öl-Gemälde des italienischen Renaissance-Malers Sandro Botticelli und zeigt im Rahmen der Weihnachtsgeschichte die Geburt Jesu von Nazaret. Aufgrund der Gestaltung des Bildthemas zählt es zu den bedeutendsten Werken aus der Spätzeit des Künstlers. Botticellis propagiert wie schon zuvor in der Mystischen Kreuzigung die Ankunft einer Wende- und Endzeit mit anschließender Erlösung und ewigem Frieden.

## Bildanalyse

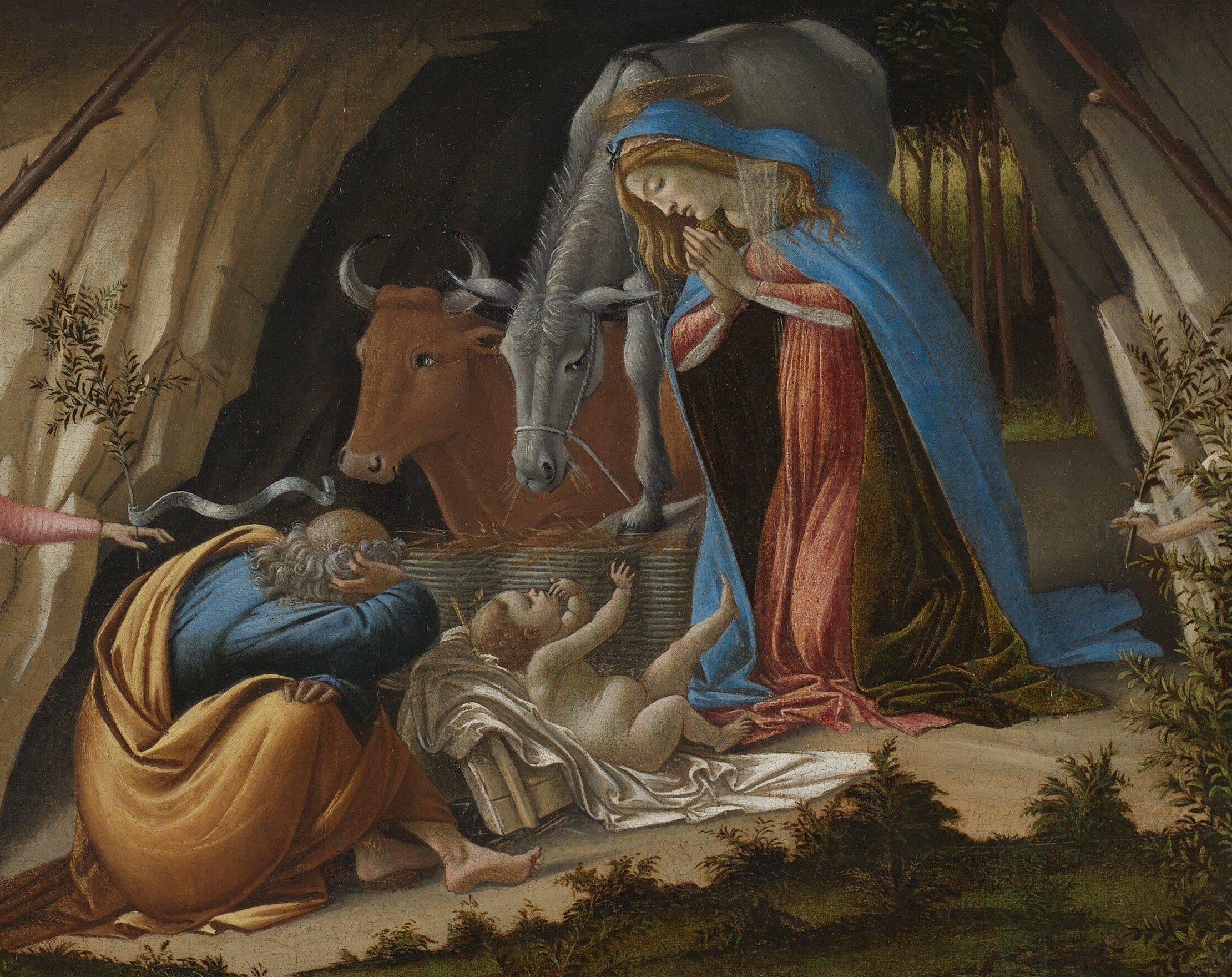
Maria, Josef und das Christuskind

Im Bildzentrum dargestellt ist die in den Evangelien von Matthäus und Lukas beschriebene Anbetung des Jesuskindes. Unter einer Überdachung vor einer Felshöhle erkennt man in der Bildmitte die Gottesmutter Maria und das auf dem Boden liegende Jesuskind, die sich einander zugewendet haben. Links im Vordergrund sitzt Josef zum Christuskind hin gebeugt. Den Hintergrund zur heiligen Familie bilden traditionell Ochs und Esel, wobei der Esel die Szenerie in unklarer Weise überragt.

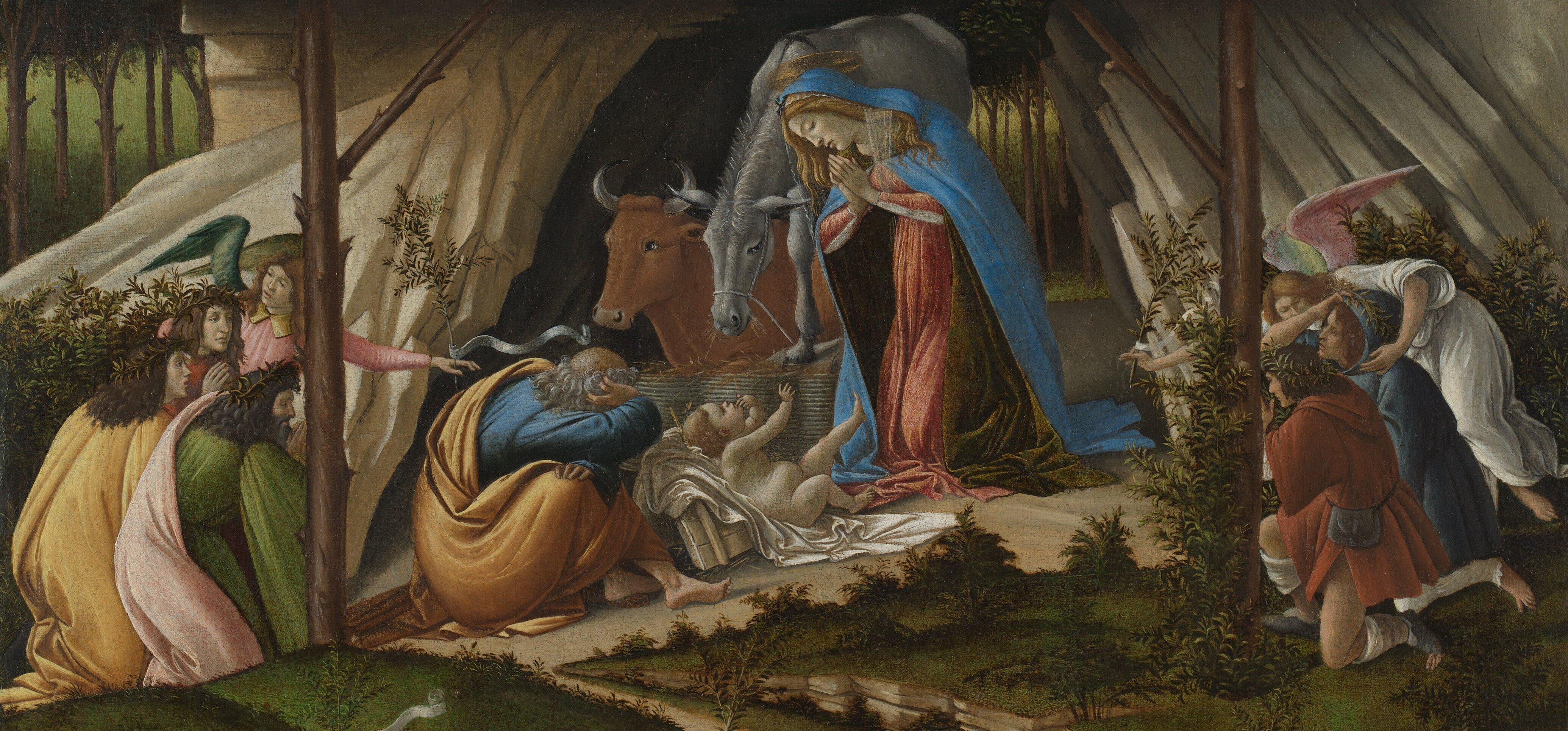
Anbetung durch Könige und Hirten

Dem neugeborenen Heiland huldigen von links die Heiligen Drei Könige und von rechts zwei Hirten, ein damals sehr beliebtes Sujet. Je ein Engel macht die beiden Personengruppen auf Maria mit dem Christuskind aufmerksam. Im Gegensatz zu den damals üblichen Anbetungsdarstellungen reichen die Könige keinerlei Geschenke dar und sind zudem ungewöhnlich bescheiden bekleidet. Sie sind dadurch kaum von den Hirten auf der rechten Seite zu unterscheiden, mit denen sie auch die Olivenkränze auf ihren Häuptern gemeinsam haben.

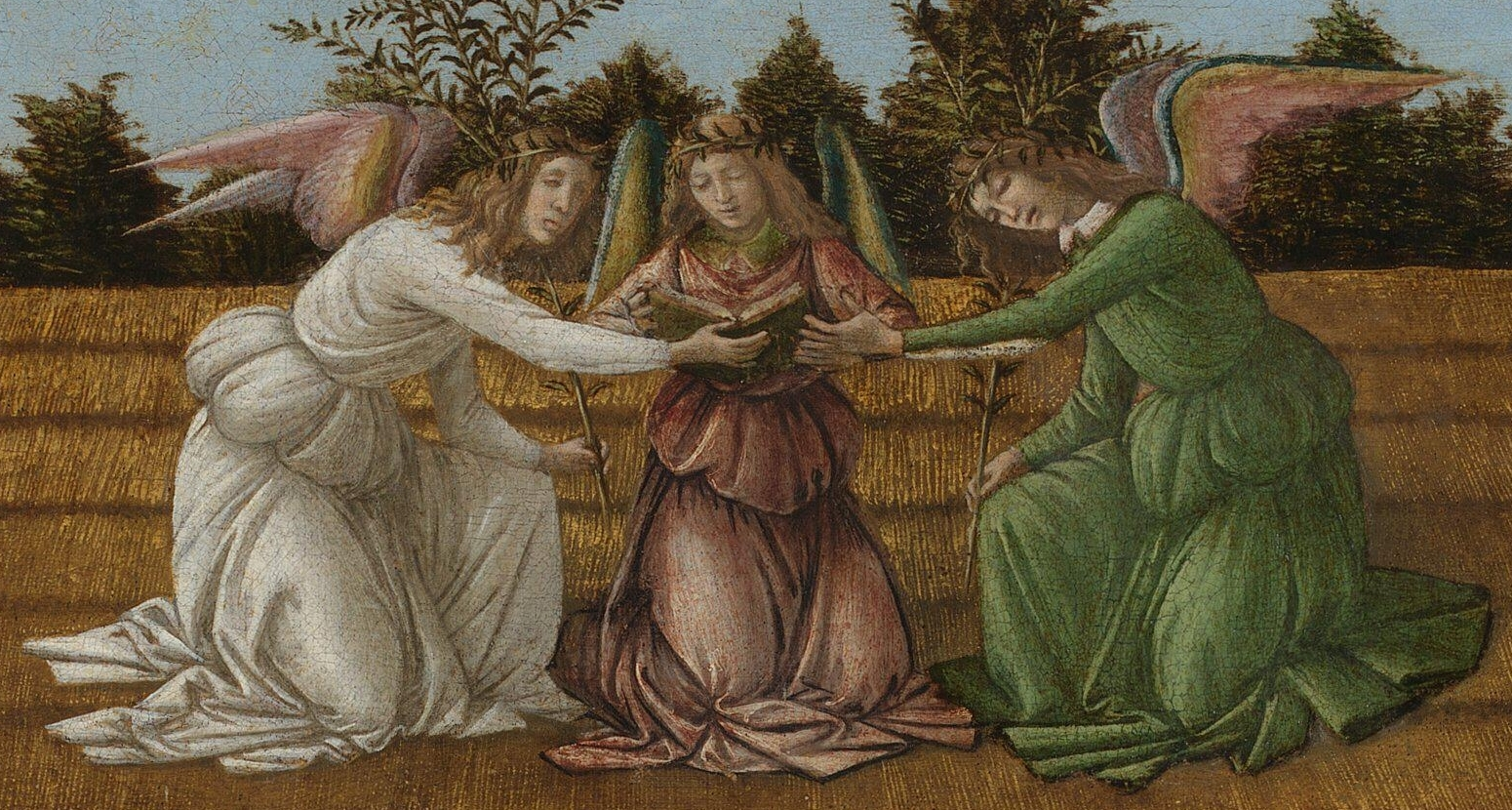
Glaube, Liebe und Hoffnung

Die Anbetungsszene wird durch drei weitere waagrechte Abschnitte ergänzt und thematisch erweitert. Auf dem Dach des Geburtsstalls knien drei geflügelte Engel, die jeweils mit einem Olivenkranz bekrönt sind und gemeinsam ein aufgeschlagenes Buch in ihren Händen halten. Vermutlich verkörpern die drei Wesen die theologischen Tugenden Glaube (weiß), Liebe (rot) und Hoffnung (grün). Im unteren Abschnitt umarmen sich drei Paare aus je einem Engel und einem jungen Mann. Zusammen mit Olivenzweigen halten die jungen Männer Inschriftenbänder in ihren Händen, auf denen die Weihnachtsbotschaft aus der Vulgata entziffert werden kann:
GLORIA IN ALTISSIMIS DEO || ET IN TERRA PAX || HOMINIBUS BONAE VOLUNTATIS
Ehre sei Gott in der Höhe || und Friede auf Erden || den Menschen seines Wohlgefallens. (Lk 2,14 )

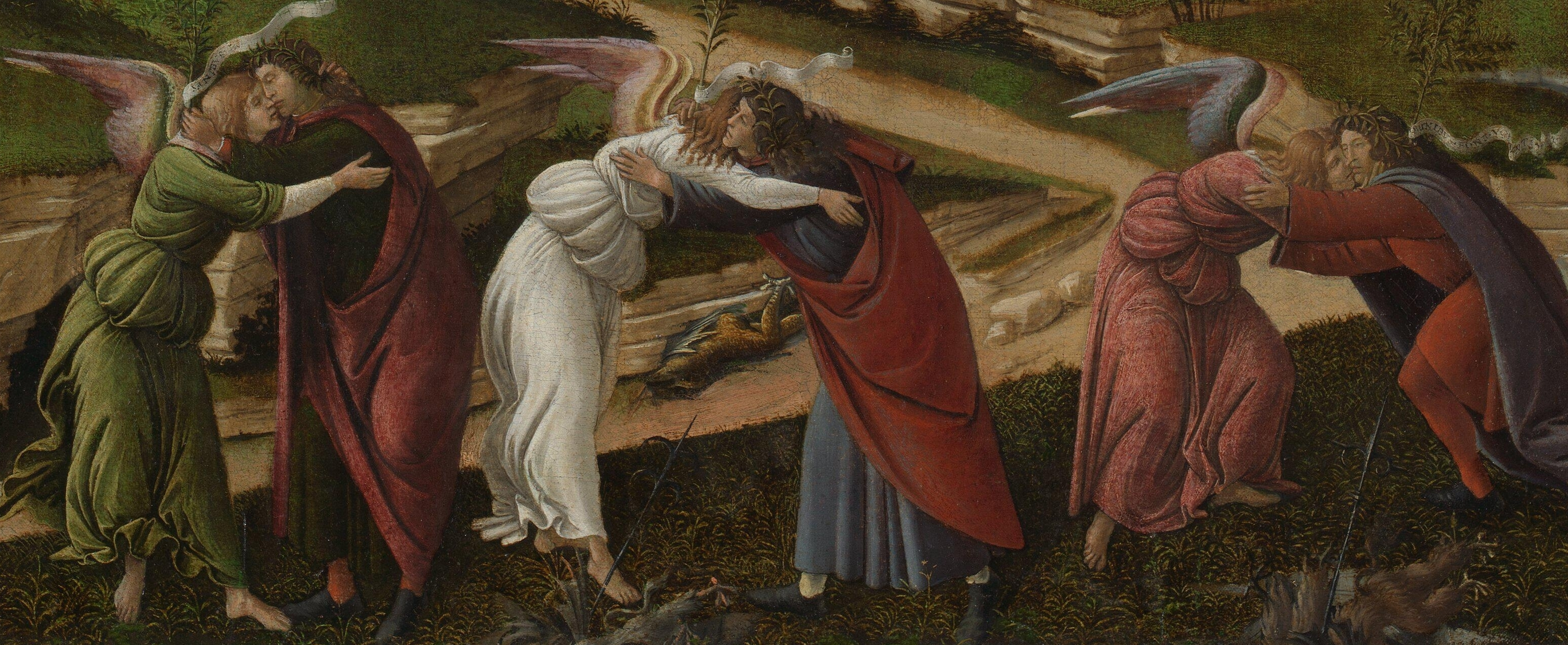
Verbrüderung zwischen Engeln und Menschen

Die Engel im unteren Abschnitt könnten erneut die drei christlichen Tugenden symbolisieren. Dann würde ihre Umarmung mit den Menschen auf Triumph der Tugenden in der irdischen Welt und den Sieg über die Sünde hindeuten. Die kleinen Teufel, die in Felsspalten und Erdlöcher fliehen, dürften dementsprechend die sieben Todsünden verkörpern.

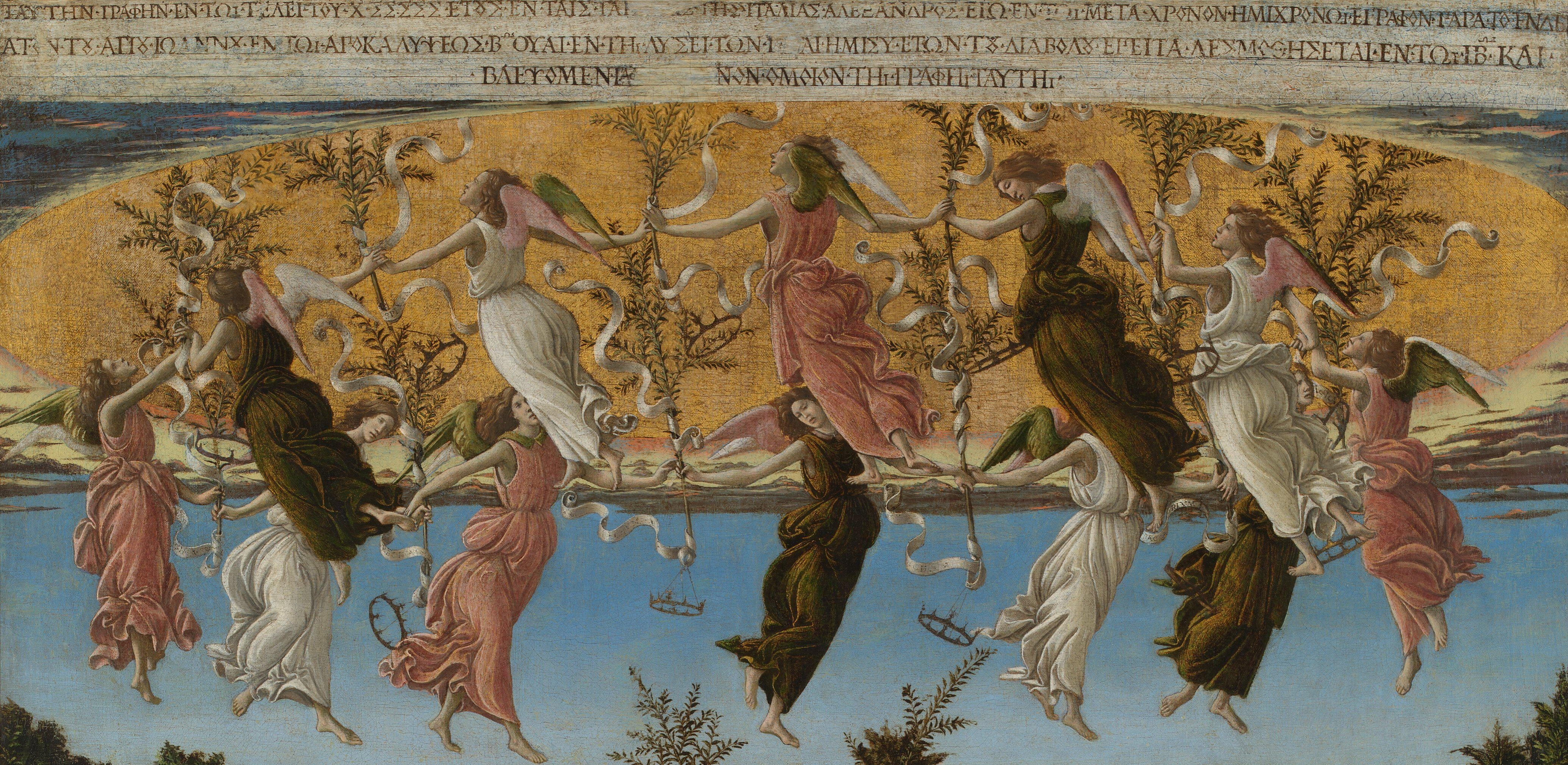
Inschrift und Engelsreigen

Im oberen Abschnitt des Bildes, wo sich der Himmel in einer goldenen Glorie öffnet, bilden zwölf Engel mit Olivenzweigen in ihren Händen einen Reigen. Die Gewänder der Engel greifen in Dreiergruppen wieder die Farben Weiß und Rot auf, wohingegen Grün durch Braun ersetzt wird. Die wiederholt dargestellten Olivenkränze und Olivenzweige als Friedenssymbol bilden ein Leitmotiv des Gemäldes. Die Mystische Geburt thematisiert also zunächst allgemein den Frieden, der durch die Geburt Christi über die Menschheit gekommen ist. Eine friedliche Zeit, allerdings mit einem konkreten Bezug, verheißt auch die griechisch verfasste Inschrift, die programmatisch über den bildlichen Darstellungen am oberen Rand angebracht ist:
ΤΑΥΤΗΝ • ΓΡΑΦΗΝ • ΕΝ • ΤΩΙ • ΤΕΛΕΙ • ΤΟΥ • Χ • ΣΣΣΣΣ • ΕΤΟΥΣ • ΕΝ • ΤΑΙΣ • ΤΑΡ[ΑΧ]ΑΙΣ • ΤΗΣ • ΙΤΑΛΙΑΣ • ΑΛΕΞΑΝΔΡΟΣ • ΕΓΩ • ΕΝ • ΤΩΙ • ΜΕΤΑ • ΧΡΟΝΟΝ • ΗΜΙΧΡΟΝΩΙ • ΕΓΡΑΦΟΝ • ΠΑΡΑ • ΤΟ • ΕΝΔΕΚ || ΑΤΟΝ • ΤΟΥ • ΑΓΙΟΥ • ΙΩΑΝΝΟΥ • ΕΝ • ΤΩΙ • ΑΠΟΚΑΛΥΨΕΩΣ • ΒΩΙΟΥΑΙ • ΕΝ • ΤΗΙ • ΛΥΣΕΙ • ΤΩΝ • Γ • ΚΑΙ • ΗΜΙΣΥ • ΕΤΩΝ • ΤΟΥ • ΔΙΑΒΟΛΟΥ • ΕΠΕΙΤΑ • ΔΕΣΜΟΘΗΣΕΤΑΙ • ΕΝ • ΤΩΙ • ΙΒΩΙ • ΚΑΙ || ΒΛΕΨΟΜΕΝ ΝΟΝ • ΟΜΟΙΟΝ • ΤΗΙ • ΓΡΑΦΗΙ • ΤΑΥΤΗΙ
Dieses Bild malte ich, Alessandro, am Ende des Jahres 1500, in den Wirren Italiens, in der halben Zeit nach der Zeit, während der Erfüllung der elften [Vision] des Johannes, in der zweiten Plage der Apokalypse, während der Teufel für drei und ein halbes Jahr losgelassen war. Danach wird er gefesselt werden entsprechend der zwölften [Vision], und wir werden ihn [zu Boden getreten] sehen wie in diesem Bild.
Nach heutiger Zeitrechnung vollendete Botticelli das Gemälde demnach zwischen Januar und März 1501, da im Florentiner Kalender wie auch in vielen anderen Städten das neue Jahr am 25. März, dem Festtag der Verkündigung des Herrn, begann. Mit den „Wirren Italiens“ bezog sich Botticelli wahrscheinlich auf die politischen und religiösen Turbulenzen in den Jahren nach dem Tod von Lorenzo de’ Medici 1492, die in der Vertreibung der Medicis 1494 und der anschließenden Herrschaft und Entmachtung Savonarolas gipfelten. Mit „der halben Zeit nach der Zeit“ könnte der Halbjahrtausendwechsel des Jahres 1500 gemeint sein, sofern eine Zeit 1000 Jahren und eine halbe Zeit 500 Jahren entspricht. Wenn dagegen „eine Zeit“ ein Jahr umfasst, wie die Offenbarung des Johannes nahelegt, dann könnte die Zeitangabe auf die Hinrichtung Savonarolas verweisen, die sich eineinhalb Jahre zuvor ereignet hatte. 
Botticelli zählte zur Anhängerschaft Savonarolas, dessen Bußpredigten von endzeitlichen Prophezeiungen geprägt waren. Savonarolas fanatische, an Tyrannei grenzende Herrschaft über Florenz hatte eine radikale Opposition gegen ihn entfesselt, die sich nicht nur im Volk und unter den Amtsträgern in Florenz ausbreitete, sondern bis zur römischen Kurie hinaufreichte. Der Heilige Stuhl beantwortete im Mai 1497 die kompromisslose Kritik Savonarolas gegen die offizielle Kirche mit seiner Exkommunikation. Savonarola wurde schließlich festgenommen, mit Unterstützung von Papst Alexander VI. der Ketzerei angeklagt und zum Tode verurteilt. Im Mai 1498 wurde Savonarola auf der Piazza della Signoria öffentlich hingerichtet und sein Körper verbrannt. Botticelli zeigte sich von diesen Ereignissen tief betroffen und erschüttert, da er sich eine spirituelle Reinigung und Erlösung unter der Führung Savonarolas erhofft hatte.
Die genaue Angabe der Vollendung des Gemäldes ist für die damalige Zeit ebenso ungewöhnlich wie der inhaltliche Bezug, den Botticelli zwischen seinem Bild und der damals weit verbreiteten Endzeitstimmung herstellt. Er verweist dazu auf Abschnitt 11 der Offenbarung des Johannes, in der die heilige Stadt Jerusalem dreieinhalb Jahre lang von Ungläubigen besetzt wird (Offb 11,2 ). Florenz galt in dieser Wendezeit als auserwählte Stadt, der eine führende Rolle bei der spirituellen Erneuerung zukommen sollte. Allerdings ist unklar, auf welche aktuellen Begebenheiten sich die Einnahme der heiligen Stadt beziehen soll. Jedenfalls glaubte sich Botticelli in dieser Phase der Herrschaft des Bösen zu befinden, ehe es nach dreieinhalb Jahren besiegt werden wird.
Abschnitt 12 der Offenbarung beschreibt die Ankunft der apokalyptischen Frau, die man seit dem Hochmittelalter mit der Jungfrau Maria identifizierte und zugleich als Personifikation der Kirche auffasste. Die apokalyptische Frau gebiert einen Sohn und kann von dem Bösen in Gestalt eines Drachen nicht bezwungen werden (Offb 12,17 ). Diese Vertreibung des Satans wird im Bildvordergrund durch die fliehenden kleinen Teufel illustriert. Daher ist Maria in dem Gemälde auch als Symbol der Kirche zu verstehen, wodurch auch ihre betont zentrale Stellung im Gemälde erklärt werden kann. Mit der Geburt des Erlösers wird die Kirche zu ihrer Erneuerung geführt. Botticelli verknüpft dadurch die Weihnachtsgeschichte mit dem apokalyptischen Endzeitnarrativ und veranschaulicht seine Überzeugung, dass die prophezeite Vertreibung des Bösen und die Ankunft eines neuen Friedensreiches kurz bevorsteht.

## Provenienz
Zunächst befand sich das Werk im Besitz der Familie Aldobrandini und gelangte nach Rom, als sich ein Zweig der Familie dort niederließ. Um 1800 herum wurden die Einrichtungsgegenstände der Villa Aldobrandini verkauft. Der englische Kunstsammler William Young Ottley (1771–1836) erwarb das Gemälde und brachte es nach England. Danach wechselte das Gemälde noch mehrfach den Eigentümer. Zuletzt befand es sich in der Kollektion des Kunstsammlers William Fuller Maitland (1813–1876). 1878 konnte die National Gallery das Gemälde aus dem Nachlass des verstorbenen Kunstsammlers erwerben.